# Forno Telheiro
Fornotelheiro is een plaats (freguesia) in de Portugese gemeente Celorico da Beira en telt 838 inwoners (2001).